# Orfeo ed Euridice (Naumann)
Orfeo ed Euridice (Orpheus og Eurydike) è un'opera lirica di Johann Gottlieb Naumann su libretto di Charlotta Dorothea Biehl liberamente basato su quello di Ranieri de' Calzabigi messo in musica da Gluck.
La prima assoluta ebbe luogo al Teatro reale danese di Copenaghen il 31 gennaio 1786, l'opera fu replicata per dodici sere.